# Yahoo! Mail

Yahoo! Mail logo

Yahoo! Mail is een dienst van het Amerikaanse bedrijf Verizon Communications. De dienst is op 8 Oktober 1997 geïntroduceerd door Yahoo! Inc., waar iedere internetgebruiker met behulp van een gratis Yahoo! ID (account) gratis een e-mailadres kon aanmaken. In juni 2017 had Yahoo! Mail 220 miljoen gebruikers wereldwijd. Hiermee is een van de grootste aanbieders van webmail in de wereld, samen met Gmail en Hotmail.

## Gratis en betaald
De standaard versie van Yahoo! Mail is gratis en heeft onbeperkt ruimte beschikbaar voor e-mail. Deze e-mail kan worden gesorteerd in mappen welke door de gebruiker aangemaakt kunnen worden en er zijn 15 filters beschikbaar om inkomende e-mail automatisch naar deze mappen door te zetten. Tevens kunnen er e-mails verstuurd worden met attachments van maximaal 10 MB. Wanneer de e-mails langer dan 4 maanden niet zijn gelezen, wordt het account gedeactiveerd en alle e-mails worden verwijderd. 
Naast de standaard versie kent Yahoo! Mail ook een Plus versie waarvoor een periodieke bijdrage verschuldigd is. Bij deze versie krijgt de gebruiker geen reclame te zien en kan er gebruikgemaakt worden gemaakt van een e-mailclient als Microsoft Outlook of Mozilla Thunderbird om de e-mail te lezen. Ook is het aantal filters uitgebreid naar 50, mogen attachments 50MB groot zijn en kan het account niet meer verlopen.

## Verwijderen van accounts
In 2013 heeft Yahoo! accounts verwijderd waarop meer dan 12 maanden niet was ingelogd en gaf die namen aan andere gebruikers.